# Малые Ясырки (Эртильский район)
Малые Ясырки — село в Эртильском районе Воронежской области России.
Входит в состав Борщёво-Песковского сельского поселения.

## География
Село расположено в южной части поселения на левом берегу реки Битюг в 6 км на юг от села Борщёвские Пески (центра поселения) и в 30 км на юго-восток от центра района — города Эртиль.
В селе имеются две улицы — Лесная и Центральная.

## История
В "ревизских сказках" 1745 г. среди поселений дворцовых крестьян Битюцкой волости значится село "Есырки".
В 1859 г. в казенной деревне Малыя Ясырки было 52 двора и проживало 271 мужчина и 288 женщин. Деревня относилась ко второму стану Бобровского уезда Воронежской губернии.
В ходе сталинских репрессий   были несправедливо осуждены или без всякой судебной процедуры высланы на спецпоселение как кулаки 38 жителей села.

## Население
| 1859 | 1897 | 2000 | 2010 |
| ---- | ---- | ---- | ---- |
| 559  | ↗880 | ↘169 | ↘42  |

В 2005 году население села составляло 127 человек.

## Достoпримечательности
В селе находится церковь Михаила Архангела — объект культурного наследия народов Российской Федерации регионального значения.

## Известные уроженцы
В селе родился Михаил Митрофанович Жавронков (1926—1996) — советский работник промышленности, электросварщик завода «Красный котельщик», Герой Социалистического Труда.